# Astracantha chtonocephala
Astracantha chtonocephala là một loài thực vật có hoa trong họ Đậu. Loài này được (Boiss. & Balansa) Podl. miêu tả khoa học đầu tiên năm 1983.